# Суицидология
Суицидоло́гия (англ. suicidology; от лат. suīcīdium «самоубийство» + др.-греч. λόγος «учение, наука») — наука, изучающая саморазрушительное поведение человека, его причины и способы предотвращения. Современная суицидология исследует такие возможные предпосылки к самоубийству, как межличностные отношения, философские идеи, культурные обычаи, генетические и биологические факторы. По мнению отдельных учёных, большое количество самоубийств, как во всём мире, так и в России связано с общим табуированием темы.
Среди доказанных причин суицида не числятся ни раса, ни географическое положение, ни время года, ни пол.

## История суицидологии

### Суицид в античной философии
Античная суицидология имела двойственное отношение к самоубийству, зависевшее от того, насколько его предпосылки соответствовали тем или иным философским идеям и согласовывались с общественными целями.
В греко-римской онтологии самоуничтожение рассматривалось как основополагающее действие для достижения свободы и полного контроля над жизнью. Однако отношение последователей Пифагора и Аристотеля к суициду было негативным. Сторонники учения Пифагора объясняли отношение к акту самоубийства математическими принципами: суицид, по их мнению, влечёт нарушение симметрии и порядка, предстаёт мятежом против космоса. Аристотель, в свою очередь, детерминировал саморазрушение как деструктивное поведение по отношению прежде всего к государству и лишь затем к индивидууму. В «Никомаховой этике» философ резко высказывается о суициде. Однако сторонники идеи свободного ухода из жизни, — например, Эпикур, — отстаивали факт эквивалентности гибели рождению.
Приверженцы стоицизма, такие как Луций Сенека, чья диалектика затрагивала не только жизнь политических деятелей, но и актуальную онтологию, верили в необходимость «хорошей» смерти, даже если человек живёт в комфортных условиях. Утверждалось, что гибель является не чем иным, как небытием до рождения человека, и важнейшая цель личности — нахождение метода принять её, в частности, непосредственно самоуничтожением.

### Суицид в философии Средневековья и Возрождения
Гонения, которым подвергались ранние христиане, привели к неформальному отождествлению самоубийства во имя веры с мученичеством, поскольку ни в иудейских, ни в евангельских каноничных текстах поступок не порицался напрямую. Однако позднее богословы, в частности, Фома Аквинский и Аврелий Августин, характеризовали самоубийство с точки зрения библейских заповедей и духовной близости к Богу. Аврелий Августин подчёркивал, что суть человеческой жизни заключается в достижении «сверхбытия» путём искупления греховной природы — следовательно, самоубийство не дает личности воссоединиться с творцом и рушит всякую возможность обрести счастье в Царствии Небесном. Фома Аквинский дополнил взгляды Августина, утверждая, что, добровольно совершая такой поступок, индивидуум нарушает шестую заповедь и идёт против воли Господа, исключая возможность искупления греха при жизни, даже если тот совершён во имя веры.
Однако церковь не влияла на сокращение количества самоубийств. Скорее, свою роль сыграли суровые законы, принятые правителями: король франков Карл Великий постановил считать завещания совершивших самоубийство недействительными, их имущество подлежало конфискации. Самоубийц не только отлучали от церкви, но и посмертно наказывали как убийц.
Однако Ренессанс, поставив в центр внимания личность и её интересы, возродил взгляды древних философов о суициде. Деятели искусства и учёные всерьёз заинтересовались смертью. Например, произведения знаменитого деятеля эпохи Возрождения Уильяма Шекспира заканчиваются смертью (в том числе и суицидом) протагониста. Томас Мор, автор «Утопии», признавал самоубийство свободным выбором человека в трудный момент.

### Суицидология как наука

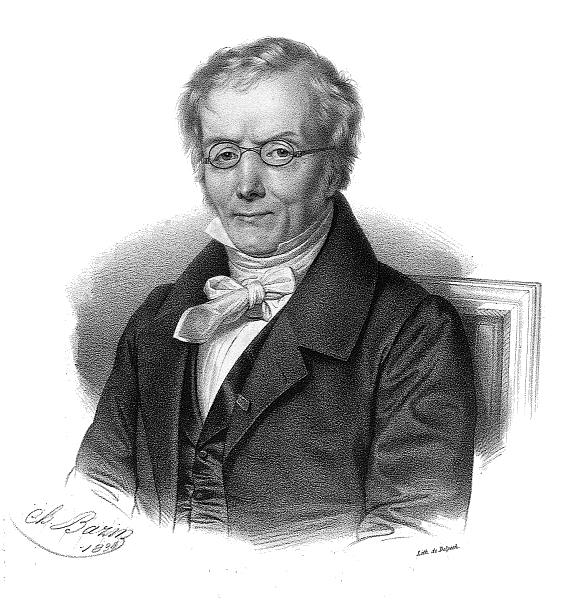
Жан-Этьен Доминик Эскироль, 1839 г.

Неоднозначность концепции свободного ухода из жизни привела к тому, что к началу эпохи Просвещения социологи и психологи стали освещать в своих работах тему суицида, пытаясь выяснить его природу и введя понятие суицидология.
В 1838 году психиатр Жан-Этьен Эскироль выдвинул предположение, что саморазрушительные наклонности — это патология, которая приводит к негативным изменениям в различных органах человека. Энциклопедический словарь Брокгауза и Ефрона классифицировал предполагаемые отклонения в статье «Душевные болезни» так: «В значительной части случаев проявления помешательства сопровождаются патологическими изменениями мозговой ткани или аномалиями развития мозга. Вообще научная разработка и правильное понимание душевных болезней возможны только в связи с учением о болезнях нервной системы и о строении и отправлениях мозга». К концу девятнадцатого столетия эта гипотеза лишилась актуальности, ибо последующие исследования подвергли сомнению тождество склонности к самоубийству с обязательной психической девиацией.
Известный социолог XIX—XX веков Эмиль Дюркгейм выделил четыре типа самоубийств: альтруистичное, аномичное, эгоистичное и фаталистичное. По его мнению, весомая их часть совершается людьми со здоровым рассудком, не имеющими каких-либо нарушений в психике. Последующие работы, анализировавшие психическое состояние совершивших суицид или пытавшихся покончить с собой, демонстрировали сходные результаты и обосновывали отсутствие корреляции самоубийства с психическим расстройством, выделяя наиболее распространённые причины, в частности страх перед наказанием (19 %), бытовые проблемы (18 %), страсть (6 %) и финансовые перемены (3 %). Психическими заболеваниями страдают только 27—30 % суицидентов. По статистике, 41 % уходов из жизни совершаются по невыясненным обстоятельствам. Тем не менее идеи Эскироля продолжали распространяться его приверженцами, хоть и подвергались критике множества психиатров. Его гипотеза настолько долго сохранялась в суицидологии, что многие дальнейшие исследования начинались именно с её обсуждения.
Под влиянием Эмиля Дюркгейма и его последователей внимание учёных в XX веке сместилось от нравственной оценки акта самоубийства и попытки оценить адекватность отдельного индивидуума к изучению с помощью статистического метода суицида как глобального явления.
Австрийский психолог и психиатр Зигмунд Фрейд в 1930-х годах выдвинул гипотезу о предпосылках саморазрушительного поведения, заключающихся в давлении на личность вследствие сексуальных и поведенческих ограничений социума. Зигмунд Фрейд, проводя исследования в области суицидологии, выдвинул идею о двух основополагающих инстинктах: Танатосе и Эросе. По его мнению, первый вызывает агрессию по отношению ко внешнему миру, проявляющуюся некими импульсами гнева и желанием «пролить кровь». Когда Танатос берёт верх, человек преобразует внешний негатив во внутренний, который и подавляет инстинкт самосохранения, вызывая у индивида стойкое желание убить самого себя. По мнению Фрейда, огромную роль играет сексуальное давление и сдерживание определённого поведения обществом. Психиатр Карл Менингер дополнил коллегу, отнеся к возможным предпосылкам суицида желание уйти от жизненных проблем и тем самым придав большее значение внешним факторам.